# Безруков, Пантелеймон Леонидович
Пантелеймон Леонидович Безруков (1909—1981) — советский геолог, автор трудов по морской геологии и теории осадкообразования в океанах, один из крупнейших российских исследователей в области морской геологии и литологии. Член-корреспондент АН СССР по Отделению наук о Земле (океанология) с 26 ноября 1968 года. Открыл Каратауский фосфоритоносный бассейн.

## Биография
Родился 20 января (2 февраля) 1909 года в Москве, в семье инженера путей сообщения и учительницы начальной народной школы.
Начальную школу окончил в городе Большево.
Обучался на счётно-финансовом отделении Московского промышленно-экономического техникума, который окончил в 1927 году.
В 1928—1929 годах обучался вольнослушателем на первом курсе почвенно-геологического отделения 1-го Московского государственного университета.
В 1929—1931 годах в качестве коллектора-геолога участвовал в полевых работах отряда поисково-разведочных партий, которые осуществляли поиск месторождений фосфоритов вблизи города Сызрань и на территории других окрестных районов. Через 2 года работал определился в Научный институт удобрений и фосфоритов (НИУИФ), где работал сначала буровым мастером, затем — коллектором.
В 1930—1931 годах учился на геолого-экономическом факультете МГРИ имени С. Орджоникидзе.
В 1931—1943 годах участвовал в геологических работах в различных районах Казахстана, Урала, Средней Азии и Закавказья.
В 1932—1935 годах работал геологом в Южно-Уральской и Мугоджарской поисковых партий, в 1937 году работал старшим геологом партии, исследовавшей Каратауский бассейн.
До 1940 года руководил Каратауской геолого-поисковой партией.
В 1940 году получил стипендию для подготовки диссертации на соискание ученой степени кандидата геолого-минералогических наук. После начала Великой Отечественной войны был командирован в Грузию для руководства геолого-поисковыми работами по баритам.
В 1942 году его направили в Армению, где до марта 1945 года работал начальником Армянской геолого-поисковой партии горно-геологического отдела НИУИФ (в 1943 году этот отдел был реорганизован в Государственный институт горно-химического сырья — ГИГХС). Изучал стратиграфию и фосфоритоносность палеозоя в Армении.
В 1946 году работал старшим научным сотрудником ГИГХС и начальником геологической партии. Продолжал изучение фосфоритоносности Каратауского бассейна.
В 1946 году перешёл в Институт океанологии АН СССР, где работал:
- старшим научным сотрудником с 1947 года,
- заведующим геологического отдела с 1948 года (этот отдел в 1967 году переименовали в отдел геологии океана),
- заместителем директора по научной части с 1961 года.

Член КПСС с 1953 года.

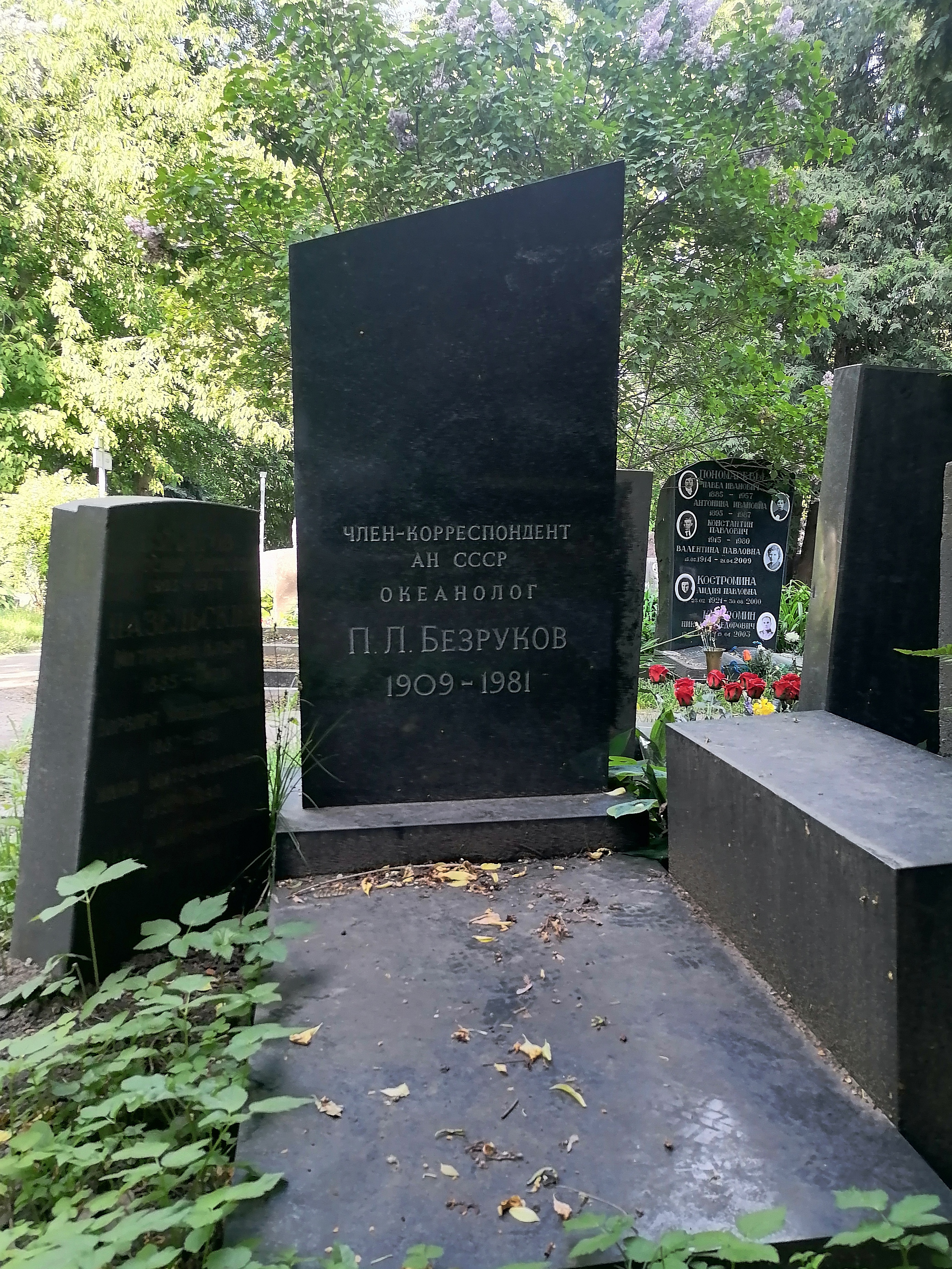
Могила на Донском кладбище

Скончался 31 января 1981 года в Москве. Похоронен на Донском кладбище (6 уч.).

## Семья
Отец — Безруков Леонид Александрович, инженер путей сообщения, мать — Безрукова Маргарита Архиповна, учительница начальной школы.
Жена — Пазельская Елена Митрофановна (1916 года рождения) — старший инженер Государственного комитета по строительству при Совете Министров СССР.

## Научная деятельность
Занимался геологей фосфоритоносных месторождений, морской геологией и теорией осадкообразования в океанах. В 1932—1935 годах установил мезозойский (частично юрский) возраст отложений на Южном Урале, которые до этого относились к неогену. На Южном Урале были открыты мощные доюрские коры выветривания пород палеозоя и обнаружены месторождения бокситов, связанные с перемывом материала кор выветривания.
Первыми научными работами были «Верхнемеловые и палеогеновые отложения бассейна верховьев р. Тобол» и «Отчет о поисковых работах на фосфориты в бассейне реки Тобол», которые были опубликованы в 1934 году.
В середине 1940-х годах открыл КФБ, включающий 15 месторождений, руды которых богаты фосфоритом. В 1947 году защитил диссертацию на соискание ученой степени доктора геолого-минералогических наук, посвященную описанию этого бассейна.
В период работы в ИО АН СССР участвовал в 14-ти океанографических экспедициях на научно-исследовательском судне «Витязь» в Тихом и Индийском океанах. В 6-ти рейсах был начальником экспедиции.
В рейсах широко использовал предложенный им метод геологических полигонов, который заключается в детальном изучении небольших, но типичных для региона участков океанического дна. П. Л. Безруков исследовал донные отложения Курило-Камчатской впадины. Результатом этих исследований стали «Карта донных осадков Западной Камчатки» с объяснительной запиской (1955) и «Карта осадков района острова Парамушир масштаба 1:250000» (1956).
Участвовал в составлении труда «Карта донных осадков Мирового океана» (1961).
Был автором, соавтором и редактором около 200 научных трудов, в числе монографий «Геологические исследования в Дальневосточных морях» (1960, в соавторстве), «Осадкообразование в Тихом океане» (в 10 томах, 1966—1974, в соавторстве) и «Геология океана. Осадкообразование и магматизм океана» (1979, в соавторстве).

## Награды и премии
- орден «Знак Почёта» (1944)
- Медаль «За доблестный труд в Великой Отечественной войне 1941-1945гг» (1946)
- Сталинская премия второй степени (1946) — за открытие и геологическое исследование КФБ
- Медаль «В память 800-летия Москвы» (1948)
- Сталинская премия (1951) второй степени — за океанологические исследования
- Государственная премия СССР (1977) — за участие в создании 10-томной монографии «Тихий океан» (1966—1974).

## Память
- В его честь в 1982 г. названа гора подводного Западно-Австралийского хребта в Индийском океане, открытая и исследованная учеными ИО АН СССР.